# Athanasius Hettenkofer
Athanasius Hettenkofer (* 2. Dezember 1735 in Regenstauf; † 12. Juni 1803 in Waldsassen) war Abt des Klosters Waldsassen von 1793 bis 1803.

## Leben
Nachdem Wigand Deltsch im September 1792 verstorben war, wurde der neue Abt mit Verzögerung im Mai 1793 gewählt. Athanasius Hettenkofer sah sich im Zuge der Aufklärung auch antikirchlichen Tendenzen ausgesetzt und mit dem neuen bayerischen Kurfürsten Maximilian IV. Joseph erhöhte sich ab 1799 der Druck des Staates auf das Kloster weiter. Minister Maximilian von Montgelas schränkte zunehmend die Freiheiten des Klosters ein und löste es im Zuge der Säkularisation in Bayern 1803 auf, der Besitz wurde eingezogen. Athanasius Hettenkofer starb noch im selben Jahr.

## Weitere Geschichte des Klosters
Erst ab Mitte des 19. Jahrhunderts, etwa 60 Jahre später, wurden auf Initiative des Regensburger Bischofs Ignatius von Senestrey die Grundlagen für einen Neubeginn als Kloster von Zisterzienserinnen geschaffen, dem ab 1925 die Äbtissin Richmunda Herrnreither vorstand.